# 西本計三
西本 計三（にしもと けいぞう、1896年（明治29年）7月10日 - 没年不詳）は、朝鮮総督府官僚。弁護士。

## 経歴
香川県綾歌郡宇多津町出身。第一高等学校を卒業。1920年（大正9年）10月、高等試験行政科に合格し、翌年に東京帝国大学法学部独法科を卒業した。朝鮮銀行に入行したが、1922年（大正11年）朝鮮総督府に転じた。朝鮮総督府属、財務局事務官、慶尚北道地方課長、内務局事務官、専売局事業課長、殖産局水産課長、同商工課長を歴任。1939年（昭和14年）、平安北道知事に就任した。
1940年（昭和15年）に退官した後は朝鮮鉱業振興株式会社理事、朝鮮黒鉛開発株式会社代表、朝鮮燐鉱株式会社取締役、日本蛍石統制株式会社取締役を務めた。戦後は弁護士を開業した。